# Roberto Moya (militar)
Roberto Benito Moya (Buenos Aires, 8 de junio de 1930-Ib., 24 de octubre de 2014) fue un militar argentino, que alcanzó el rango de contraalmirante en la Armada Argentina a mediados del siglo XX. Se desempeñó como jefe de la Casa Militar durante la dictadura de Leopoldo Fortunato Galtieri.

## Biografía

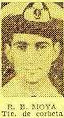
Moya en 1955.

Roberto Moya nació en la ciudad de Buenos Aires el 8 de junio de 1930. Estaba casado con la señora Rosa de Moya y tuvo con ella a sus cuatro hijos: Roberto, Marta, Ricardo y Raúl, quienes  le dieron diez nietos.
Ingresó en 1948 a la Escuela Naval Militar y a los tres años egresó como guardiamarina. Con posterioridad se formó como aviador naval.
Participó de los bombardeos a plaza de mayo el 16 de junio de 1955. El teniente de corbeta Roberto Moya era el navegante (bombardero) del Beechcraft AT-10 de matrícula 3B-4 equipado con dos bombas de 110 kilogramos cada una. La primera de las bombas del avión 3B-4 de Moya impactó de lleno en el centro de la Casa Rosada, mientras que la segunda se fue larga y terminó estallando en el Palacio de Hacienda del Ministerio de Economía.

### Última dictadura
Ascendió a contralmirante el 31 de diciembre de 1980 y en diciembre de 1981 fue nombrado jefe de la Casa Militar.
Junto al general de brigada Héctor Iglesias, el contraalmirante Moya acompañó a Galtieri y al secretario Roberto García Moritán (p) en la conversación telefónica sostenida el 2 de abril de 1982 con el presidente de los Estados Unidos Ronald Reagan, la noche de inicio de la Operación Rosario. Por error, no se grabó la conversión por teléfono y fue Moya quien encargó de reproducir el diálogo mantenido entre el gobernante argentino y estadounidense.
El 10 de abril, acompañó a Galtieri y Nicanor Costa Méndez en la reunión con el secretario de Estado Alexander Haig y el general Vernon Walters, en la Casa Rosada.
El 24 de abril Moya, junto al general de brigada Iglesias y al brigadier mayor José Miret, acompañó a la delegación del ministro Costa Méndez en sus giras en los Estados Unidos y otros países.
Tras el hundimiento del hundimiento del ARA General Belgrano, la Junta Militar decidió aceptar la propuesta de paz del presidente del Perú Fernando Belaúnde Terry. La Junta designó a Iglesias, Moya y Miret para comunicar la determinación en Lima. Moya viajó a la ciudad peruana al igual que Iglesias. Sin embargo, el almirantazgo argentino se opuso y la Junta revocó la decisión.
El 14 de mayo Moya viajó a Trípoli, Libia, junto con el coronel José Caridi y el brigadier Teodoro Waldner en un viaje no registrado por la Junta. Aceptaron una propuesta de Muamar el Gadafi de transferencia de armamento, dinero y petróleo. El país africano proveyó más de 100 misiles 9K32 Strela-2.
El 1 de junio el Comité Militar resolvió que Moya y Miret acompañaran para apoyar al subsecreatario Enrique Ros en Nueva York. Moya no acompañó a Costa Méndez a La Habana por diferencias ideológicas.
Pasó a retiro a fines de 1982 y fue citado a declarar ante Comisión de análisis y evaluación de las responsabilidades políticas y estratégico militares en el conflicto del Atlántico Sur, conocido como Informe Rattenbach.